# Anselm II de Rappolstein

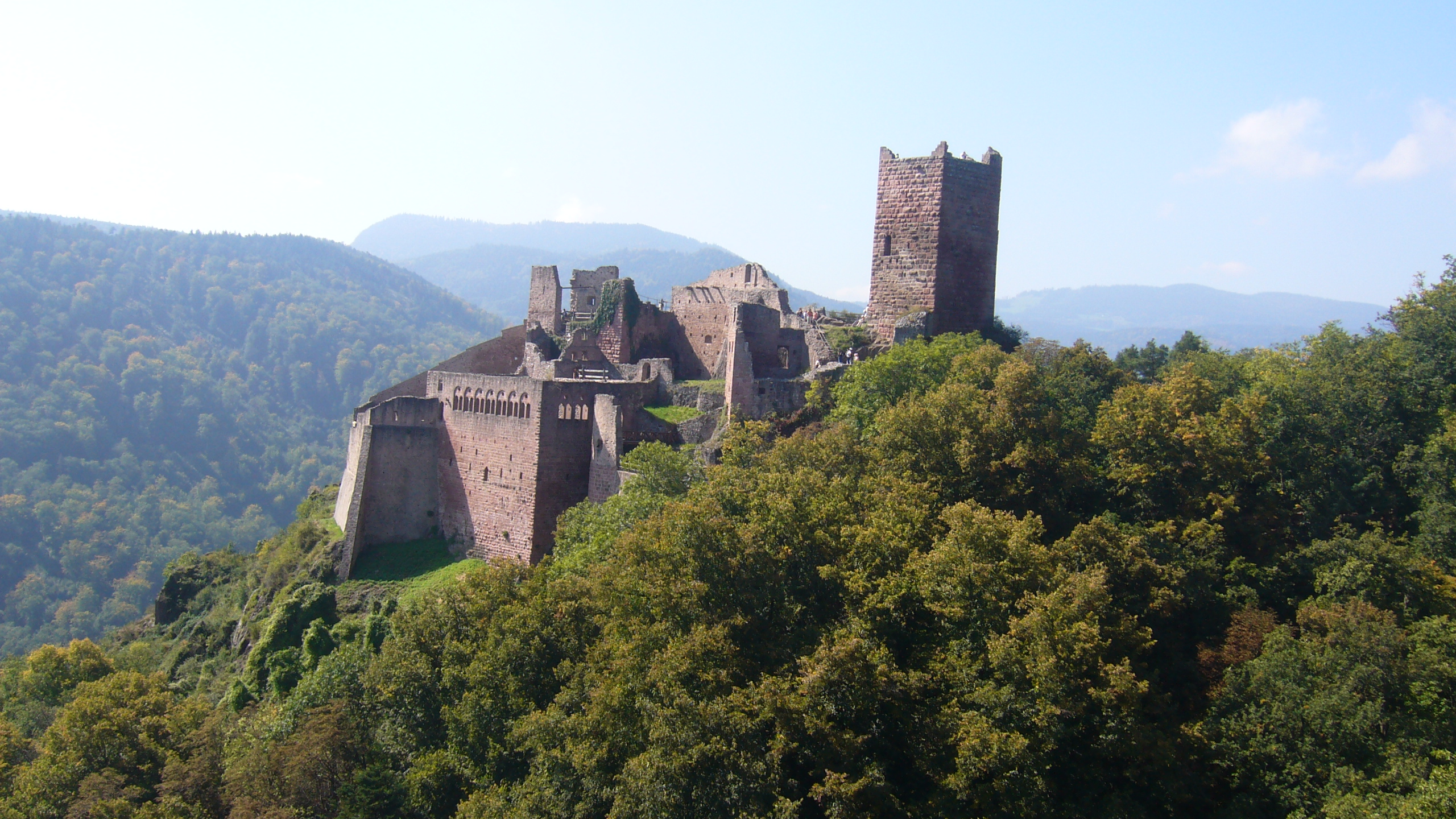
Castell de Saint-Ulrich vista des del Girsberg

Anselm II de Rappolstein dit el Temerari fou senyor de Rappolstein fill d'Ulric III de Rappolstein. Cavaller molt criticaire i barallós i de fàcil espasa segons diu d'ell la crònica dels Dominicans de Colmar.
Tenia al seu sou una trentena d'arquers, homes crivellats de deutes i murris. Anselm considerava que no podia tenir al seu servei més que homes sense ànima. Malgrat el seu parentiu que l'unia a Rodolf d'Habsbourg al que no apreciava gaire, es va col·locar del costat de la ciutat d'Estrasburg i el seu bisbe Walther de Geroldseck. Durant aquesta campanya, la majoria colmariana es va inclinar del costat episcopal i es va manifestar en contra Rodolf i va expulsar al schultheiss Joan Roesselmann. Aquest aconseguí amagar-se en una bóta i va obrir de nit les portes als Habsburg; va perdre, poc després de la vida combatent els episcopals i al senyor Anselm que havia intentat sorprendre al seu torn Colmar per un estratagema.
El 1279 Anselm II es va fer amo del castell de l'Hohnack, que s'aixecava 940 mètres d'altitud, al sud-oest de Labaroche, cantó de Lapoutroie; aquest castell estava llavors en mans dels comtes de Ferrette que foren literalment fets fora. Més tard els comtes de Ferrette van reprendre possessió del castell, però no per a molt de temps. Herrman, el germà d'Anselm II va reprendre per sorpresa el 1228 el castell i va quedar llavors a mans de la família dels Rappolstein, passant més tard (sempre per matrimoni) a Joan d'Àustria, comte de Meran de la dinastia Habsburg, després a Enric de Saarwerelen, després als Lupfen, retornant finalment de nou als Rappolstein.
El 1281 van començar les discussions entre Anselm II i els seus germans sobre el repartiment dels seus béns. Per arreglar la qüestió es va invocar l'autoritat imperial. L'emperador Rodolf va venir en persona al castell de Rappolstein per arreglar el litigi. Alguns anys més tard, Anselm al capdavant dels seus fidels, va partir a la conquesta de ciutats i de pobles sobre els dos vessants dels Vosges i hi va posar el foc. Va atreure el furor de Rodolf que va enviar a Baldeck, el seu landvogt o batlle, amb els seus homes d'armes, per restaurar l'ordre i l'autoritat; aquest va fer assetjar el 1287 el castell, però ni el va poder ocupar i Rodolf va fer construir una altra fortalesa a Guémar posant-hi una guarnició que va continuar estant aïllada a la petita ciutat de Zellenberg per tal de protegir el país contra les empreses guerreres d'Anselm.
Adonant-se que havia anat massa lluny, Anselm va implorar la clemència de l'emperador i va demanar a Àustria que li servís d'intermediari. Va obtenir el perdó de l'emperador signant a Colmar (1228) un acord que li era bastant favorable. Després de la defunció de Rodolf I d'Alemanya, Anselm va prendre partit pel seu fill Albert contra Adolf de Nassau i va anar el 1293 a la defensa de Colmar contra l'emperador escollit. Després de sis setmanes de seu, la ciutat privada d'aigua per moldre els seus grans va començar a patir la fam. Tement la còlera imperial, els burgesos de la ciutat van decidir rendir-se i van obrir les portes. Fet presoner, Anselm va ser posat carregat de cadenes, sobre un cavall, amb trenta dels seus servidors igualment encadenats sobre un cotxe, sent tots passejats pels carrers de Colmar i llavors empresonats al castell d'Achalm a Suàbia, on va experimentar una difícil captivitat. Els seus béns van ser ocupats i van ser partits en tres parts iguals: un terç per al seu fill, un altre terç pel seu germà Enric, al qual l'emperador va donar a més 100 marcs com a indemnització per serveis prestats, i la resta va anar al tresor imperial.
La mort d'Adolf li va tornar la llibertat a Anselm. L'emperador Albert, fill de Rodolf I d'Alemanya, volent testimoniar el seu reconeixement a Anselm per al seu afecte per la seva causa, li va fer una visita a Rappolstein. A partir d'aquest moment, Anselm, per la seva edat i les proves experimentades, va portar una vida tranquil·la i retirada i es va dedicar a obres pietoses fent construir una tercera capella a Dusenbach. En el moment de la seva captivitat al castell d'Achalm a Suàbia, havia promès a la Verge construir una capella a Dusenbach en cas d'alliberament. Va satisfer aquest vot i es va fer a més un dels principals benefactors de Saint-Jean d'Unterlinden a Colmar.
El 1290, va obtenir l'autorització de constituir una viduïtat en benefici de la seva dona, del delme d'Ammerschwihr que tenia en feu del comte Teobald de Ferrette. Anselm havent-se reconciliat en aquest temps amb els Hansburg es va fer el 1308 vassall de Rodolf I d'Alemanya i va rebre el castell del Koenigsburg, i després el 1314 el poble d'Heiteren. Anselm va morir vers 1314.